# Álvaro Escobar
Álvaro Escobar Rufatt (Maryland, 16 dicembre 1966) è un attore, conduttore televisivo e politico statunitense naturalizzato cileno.
Dal 2006 al 2010 è stato membro della Camera dei deputati del Cile come deputato indipendente; in precedenza era stato attivista del Partido por la Democracia, mentre nel 2011 si è iscritto al Partido Progresista.

## Filmografia

### Cinema
- Mi último hombre (1996)
- El entusiasmo (1998)
- Piel canela (2001)
- Buscando a la señorita Hyde (2003)
- El nominado (2003)
- Pinochet boys (2010)

### Televisione

#### Fiction televisive
- Ámame, 1 episodio (1993)
- Rojo y miel (1994)
- Champaña (1994)
- Juegos de fuego (1995)
- Loca piel (1996)
- Brigada Escorpión (1997)
- Aquelarre (1999)
- Sabor a ti (2000)
- Cuentos de mujeres (2003)
- Tiempo final (2004)
- Urgencias (2006)
- JPT: Justicia para todos, 17 episodi (2004-2006)
- La vida es una lotería (2002-2006)
- Témpano, 31 episodi (2011)
- Esperanza (2011)
- Diario secreto de una profesional (2012)
- Familia moderna (2016)

#### Altri programmi
- Rocket (Vía X) - conduttore (1997-2000)
- Día a día (TVN) - conduttore (2002)
- Latin Grammy Awards (TVN) - conduttore (2002)
- Rojo fama contrafama (TVN) - membro giuria (2002)
- Operación Triunfo (Mega) - conduttore (2003)
- El experimento (TVN) - membro giuria (2011)
- Divididos (TVN) - conduttore (2012)
- Memorias del Rock Chileno (Canal 13) - conduttore (2012)
- Tráfico de influencias (UCV TV) - conduttore (2004-2013)
- Más Vale Tarde (Mega) - conduttore (2013)